# 埃斯克拉尼奥勒
埃斯克拉尼奥勒（法語：Escragnolles，法語發音：[ɛskʁaɲɔl]）是法国滨海阿尔卑斯省的一个市镇，属于格拉斯区。

## 地理
埃斯克拉尼奥勒（43°43'51"N, 6°47'0"E）面积25.48 平方千米，位于法国普罗旺斯-阿尔卑斯-蓝色海岸大区滨海阿尔卑斯省，该省份为法国东南部沿海省份，南濒地中海，西南至瓦尔省，西北接上普罗旺斯阿尔卑斯省，北部和东部与意大利接壤。
与埃斯克拉尼奥勒接壤的市镇（或旧市镇、城区）包括：昂东、卡耶、锡亚涅河畔圣塞泽尔、圣瓦利耶德蒂耶、塞拉农、蒙斯。

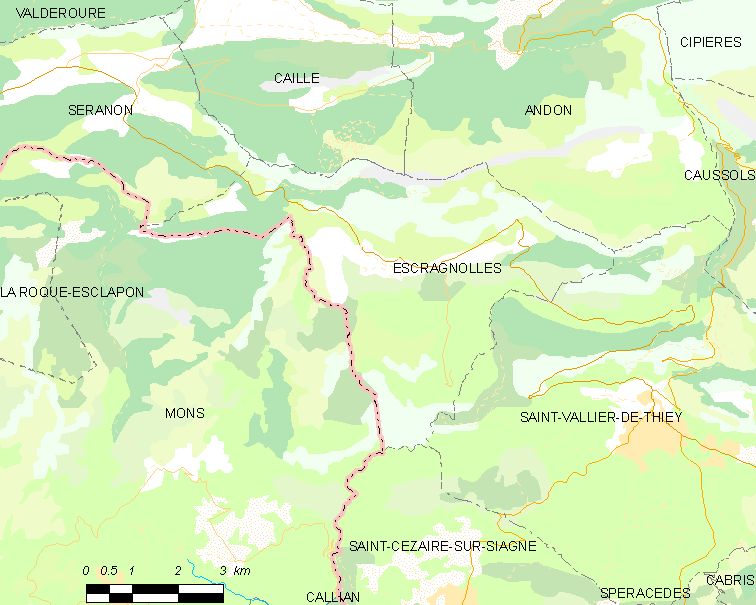
埃斯克拉尼奥勒的OSM定位图

埃斯克拉尼奥勒的时区为UTC+01:00、UTC+02:00（夏令时）。

## 行政
埃斯克拉尼奥勒的邮政编码为06460，INSEE市镇编码为06058。

## 政治
埃斯克拉尼奥勒所属的省级选区为格拉斯第一县。

## 人口

1962-2008年间埃斯克拉尼奥勒人口变化图示

埃斯克拉尼奥勒于2022年1月1日时的人口数量为621人。